# Витус Беринг
Витус Јонасен Беринг (рус. Витус Ионассен Беринг или Иван Иванович Беринг; 1681. код Хорсенса на Јиланду — 19. децембра 1741) је био дански официр и морепловац у служби Руског царства.По њему је названо Берингово острво (раније острво Аватесча), Берингов мореуз, Берингово море, Берингов глечер, као и Берингов копнени мост.
Витус Беринг, пореклом Данац, након ступања у руску морнарицу почео је да истражује за руског цара Петра Великог. У оквиру „Велике северне експедиције“ доказао је да Америка и Азија нису једно копно.

## Биографија

### Младост
Витус Беринг је рођен у лучком граду Хорсенсу у Данској у породици Ане Педердатер и њеног мужа Јонаса Свендсена („царинског инспектора и црквеног управника“) и крштен је у тамошњој лутеранској цркви 5. августа 1681. године. Име је добио по праујаку по мајци, Витусу Педерсену Берингу, који је био хроничар на краљевском двору, и био је преминуо недуго пре рођења Витуса Јонасена Беринга. Породица је уживала разумну финансијску сигурност, са два Витусова старија полубрата који су похађали Универзитет у Копенхагену. Витус, међутим није, и уместо тога се пријавио са 15 година као бродски дечак. Између 1696. и 1704. Беринг је путовао морима, стигавши до Индије и Холандске Источне Индије, док је такође нашао времена да заврши обуку за поморске официре у Амстердаму. Касније је такође тврдио (и, чини се, не без неких поткрепљујућих доказа) да је служио на данским китоловцима у северном Атлантику, посећујући европске колоније на Карибима и на источној обали Северне Америке. У Амстердаму је 1704. године и под вођством руског адмирала Корнелија Круса, рођеног у Норвешкој, Беринг је добио официрско место у руској морнарици, са чином потпоручника. Више пута је био унапређен у морнарици Петра Великог која се брзо развијала, достигавши чин другог капетана до 1720. У то време, изгледа да није учествовао ни у једној поморској бици, али је командовао на неколико бродова у потенцијално опасним мисијама, укључујући транспортни брод од Азовског мора на јужној обали Русије до Балтика на њеној северној обали. Његовим радом у каснијим фазама Великог северног рата (окончаног 1721. године), на пример, доминирала су лакша задужења.
Беринг се 8. октобра 1713. оженио Аном Кристином Пулсе; церемонија је одржана у лутеранској цркви у Виборгу, тек недавно припојеном од Шведске. Током наредних 18 година, имали су деветоро деце, од којих је четворо преживело детињство. Током свог стажа у руској морнарици – посебно као део Великог северног рата – није могао да проведе много времена са Аном, која је била отприлике једанаест година млађа од Беринга и ћерка шведског трговца. По завршетку рата 1721. године, Беринг није унапређен као многи његови савременици. Пропуст се показао посебно срамотним када ју је 1724. Анина млађа сестра Еуфемија премашила Ану удајући се за Томаса Сондерса, који је већ био контраадмирал упркос много краћем периоду службе. Да би сачувао образ, 42-годишњи Беринг је одлучио да се повуче из морнарице, обезбеђујући двомесечну плату и формално унапређење у првог капетана. Убрзо након тога, породица – Беринг, његова супруга Ана и два млада сина – преселили су се из Санкт Петербурга да живе са Анином породицом у Виборгу. Међутим, након периода без посла који је трајао пет месеци, Беринг је (веома свестан потреба своје породице) одлучио да се поново пријави за Адмиралитет. Истог дана примљен је на обновљени период активне службе. До 2. октобра 1724, Беринг (задржавши чин првог капетана који је обезбедио раније у току године) вратио се на море, командујући деведесетопушком Лесно. Међутим, цар ће ускоро имати нову команду за њега.

### Прва Камчатска експедиција

#### Санкт Петербург до Охотска
Дана 29. децембра 1724. године [Н.С. 9. јануара 1725], Петар I од Русије наредио је Берингу да командује путовањем на исток, вероватно ради мапирања земаља (и можда мора) између источне границе Русије и континента Северне Америке. Припреме за пут почеле су неколико година раније, али с обзиром да му се здравље брзо погоршавало, цар је наредио да се процес убрза, а Беринг је (са својим знањем о Индијском океану и о источној обали Северне Америке, добром персоналном вештином и искуством у транспорту робе) изабран је уместо искусног картографа К. П. вон Верда. Његови поручници на путу, који ће постати познат као Прва Камчатска експедиција, били су прекаљени колега Данац Мартин Спангберг и добро образовани, али релативно неискусни Рус Алексеј Чириков, угледни инструктор морнарице. За време путовања добијали су годишње плате од око 180 рубаља; Беринг је био плаћен 480. Завршни папири од Петра пре његове смрти 28. јануара јасно су му давали до знања да треба да настави на полуострво Камчатка, да тамо изгради један или два брода и, држећи земљу са своје леве стране, да плови на север док се земља не окрене ка западу, јасно стављајући до знања да између Азије и Северне Америке постоји море. Остављена су упутства о томе како да поступи ако се током путовања, које је требало да траје три године, примети Северна Америка. Природни пут до Камчатке био је дуж притока Лене; али после Нерчинског мира (1689) ово је изгледало политички неизводљиво. Уместо тога, одлучено је да ће Берингова партија путовати копном и рекама од Санкт Петербурга до Охотска, малог лучког града на источној обали Русије, а затим морем од Охотска до полуострва Камчатка, где би могли да започну своје истраживачко путовање. Дана 24. јануара, Чириков је са 26 од 34 чланова експедиције кренуо добро проходним путевима до Вологде, 411 mi (661 km) источно. Сачекавши да се заврши неопходна документација, Беринг и преостали чланови експедиције су следили 6. фебруара. Беринг је добио оно мало карата које је Петар успео да прибави у претходним годинама.
Обе групе су користиле санке са коњском запрегом и добро се напредовале на првим деоницама путовања. Дана 14. фебруара су се поново ујединили у Вологди, и сада путујући заједно, кренули су на исток преко планина Урала, да би 16. марта стигли у мали град Тоболск (једно од главних стајалишта на путу). Већ су путовали преко 1750 миља. У Тоболску, Беринг је узео више људи да помогну партији на тежем путу који је пред нама. Тражио је још 24 од гарнизона, пре него што је повећао захтев на 54 након што је чуо да ће броду који је експедиција захтевала у Охотску (Восток) бити потребна значајна радна снага за поправку. На крају, гувернер је могао да издвоји само 39, али је то ипак представљало значајно повећање броја за поход. Уз то, Беринг је желео 60 столара и 7 ковача; гувернер је одговорио да ће половина од тога морати да се преузме касније, у Јенисејску. После извесног кашњења у припреми опреме и средстава, 14. маја, сада знатно увећана група, напустила је Тоболск, кренувши дуж Иртиша. Путовање до следеће главне тачке заустављања у Јакутску било је истражено, али ретко од стране великих група као што је Берингова, која је имала додатних потешкоћа јер је требало да преузме више људи како је путовање напредовало. Као резултат тога, група је каснила, стигавши до Сургута 30. маја и Маковска крајем јуна пре него што је ушла у Јенисејск, где су могли да се придруже додатни људи; Беринг је касније тврдио да је „мало ко био подесан“. У сваком случају, партија је напустила Јенисејск 12. августа, очајнички настојећи да надокнади изгубљено време. Дана 26. септембра стигли су у Илимск, само три дана пре него што се река замрзнула. Након што је група завршила пут од осамдесет миља до Уст-Кута, града на Лени где су могли да презиме, Беринг је отпутовао у град Иркутск како би стекао увид у услове и тражио савет како је најбоље да пребаце своју велику групу преко планина које раздвајају Јакутск (њихову следећа станица) и до Охотска на обали.
Након напуштања Уст-Кута када се речни лед отопио у пролеће 1726. године, група је брзо путовала низ реку Лену, стигавши у Јакутск у првој половини јуна. Упркос потреби за журбом и слањем људи унапред, гувернер је био спор да им додели средства која су им била потребна, што је подстакло Беринга да му припрети. Дана 7. јула, Спангберг је отишао са одредом од 209 људи и великим делом терета; 27. јула, шегрт бродоградитељ Фјодор Козлов је предводио малу групу на путу до Охотска испред Спангберга, како би припремили залихе хране, као и да започну радове на поправци Востока и изградњи новог брода (Фортуна) који је био потребан за превоз групе преко залива од Охотска до полуострво Камчатка. Сам Беринг је отишао 16. августа, док је одлучено да ће Чириков следити следећег пролећа са свежим залихама брашна. Путовања су била тешка као што је Беринг очекивао да ће бити. Део људи и коња је изгинуо, док су други људи (46 само из Берингове партије) дезертирали са својим коњима и деловима залиха док су се настојали да изграде путеве преко тешког мочварног и речног терена. Колико год да је Берингова партија (која је стигла у Окхотск у октобру) лоше прошла, Спангбергова је прошла много горе. Његови тешко натоварени чамци могли су да се вуку не више од једне миље дневно - а морали су да пређу око 685 миља. Када су се реке заледиле, терет је пребачен у санке и експедиција је настављена, трпећи мећаве и снег до појаса. Чак ни намирнице које је Беринг оставио код Јудома Кроса нису могле да спрече глад. Дана 6. јануара 1727. Спангберг и још двојица људи, који су заједно формирали претходницу носећи најважније ствари за експедицију, стигли су до Охотска; десет дана касније придружило им се шездесет других, иако су многи били болесни. Групе које је Беринг послао назад из Охотска спасиле су седморо људи и већи део терета који је био остављен. Становници Охотска описали су зиму као најгору коју памте; Беринг је запленио брашно од локалних сељана како би осигурао да његова експедиција може да напредује, али због тога се цело село убрзо суочило с пријетњом глади. Истраживач је касније известио да је само долазак претходнице Чириковљеве дивизије у јуну са 27 тона брашна омогућио да се његова група (до тада смањеног броја) нахрани.